# خورخي سايز
خورخي سايز (بالإسبانية: Jorge Sáez Carrillo)‏ هو لاعب كرة قدم إسباني في مركز الوسط، ولد في 5 مايو 1990 في مدريد في إسبانيا. شارك مع منتخب إسبانيا تحت 19 سنة لكرة القدم. أما مع النوادي، فقد لعب مع خيتافي ب ورايو فايكانو ب ورايو فايكانو ونادي بورغوس.

## وصلات خارجية
- خورخي سايز على موقع قاعدة بيانات كرة القدم.إي يو (الإنجليزية)
- خورخي سايز على موقع Soccerway.com (الإنجليزية)